# تپه اطراف شهر سوخته ۳۴۱
تپه اطراف شهر سوخته شماره ۳۴۱ مربوط به هزاره سوم قبل از میلاد است و در شهرستان زابل، بخش شیب آب، دهستان لوتک، روستای حومه شهر سوخته، ۱۰/۵ کیلومتری جنوب شرق پایگاه باستان‌شناسی شهر سوخته واقع شده و این اثر در تاریخ ۱۳ آبان ۱۳۸۶ با شمارهٔ ثبت ۱۹۷۶۶ به‌عنوان یکی از آثار ملی ایران به ثبت رسیده است.